# Васпік
Васпік (нід. Waspik) — село в нідерландській провінції Північний Брабант. Входить до муніципалітету Валвейк.
Його площа — 18,61 км², а населення станом на 2021 рік становило 5155 осіб.
До 1997 року мало статус окремого муніципалітету.

## Галерея

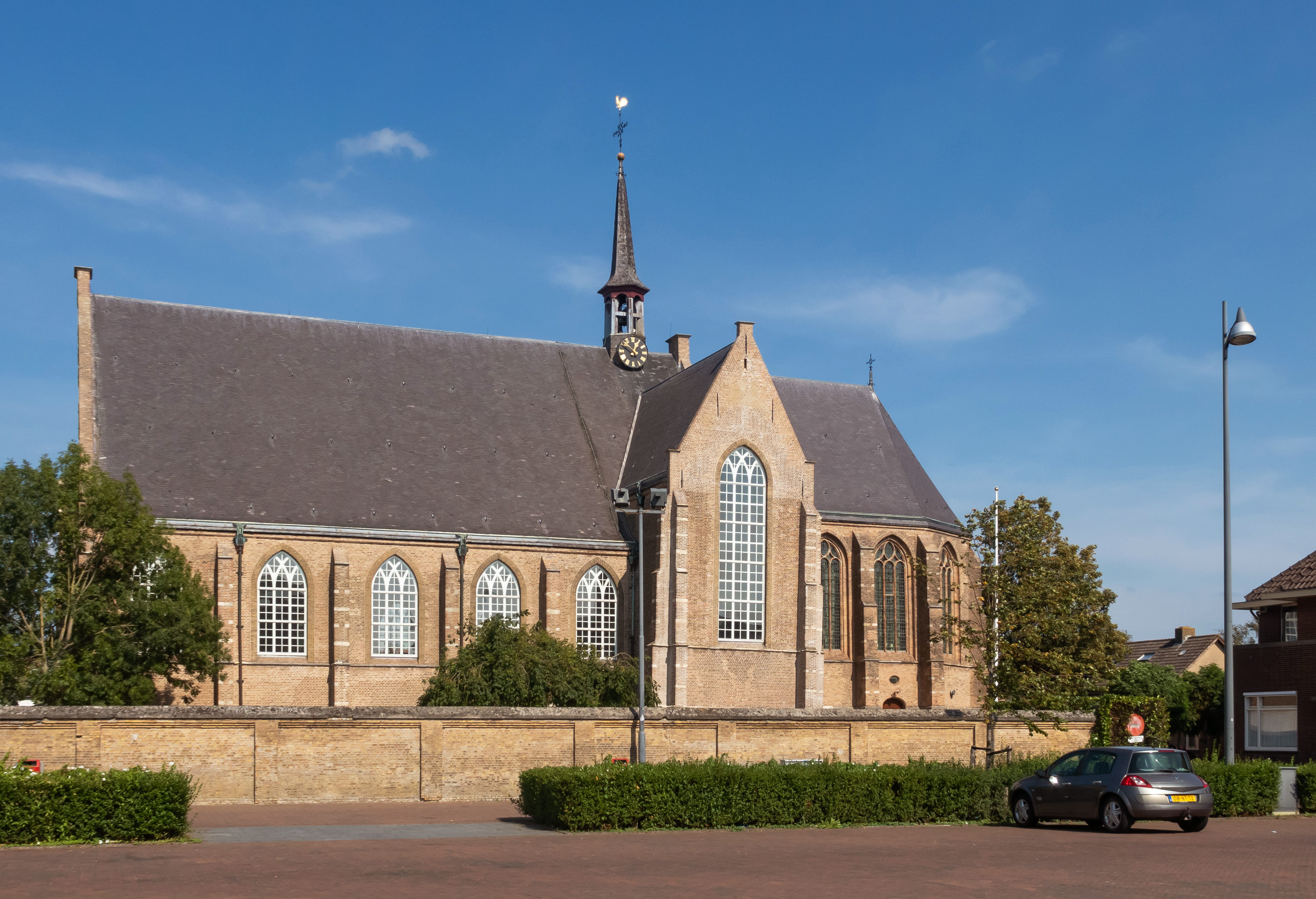
Реформістська церква
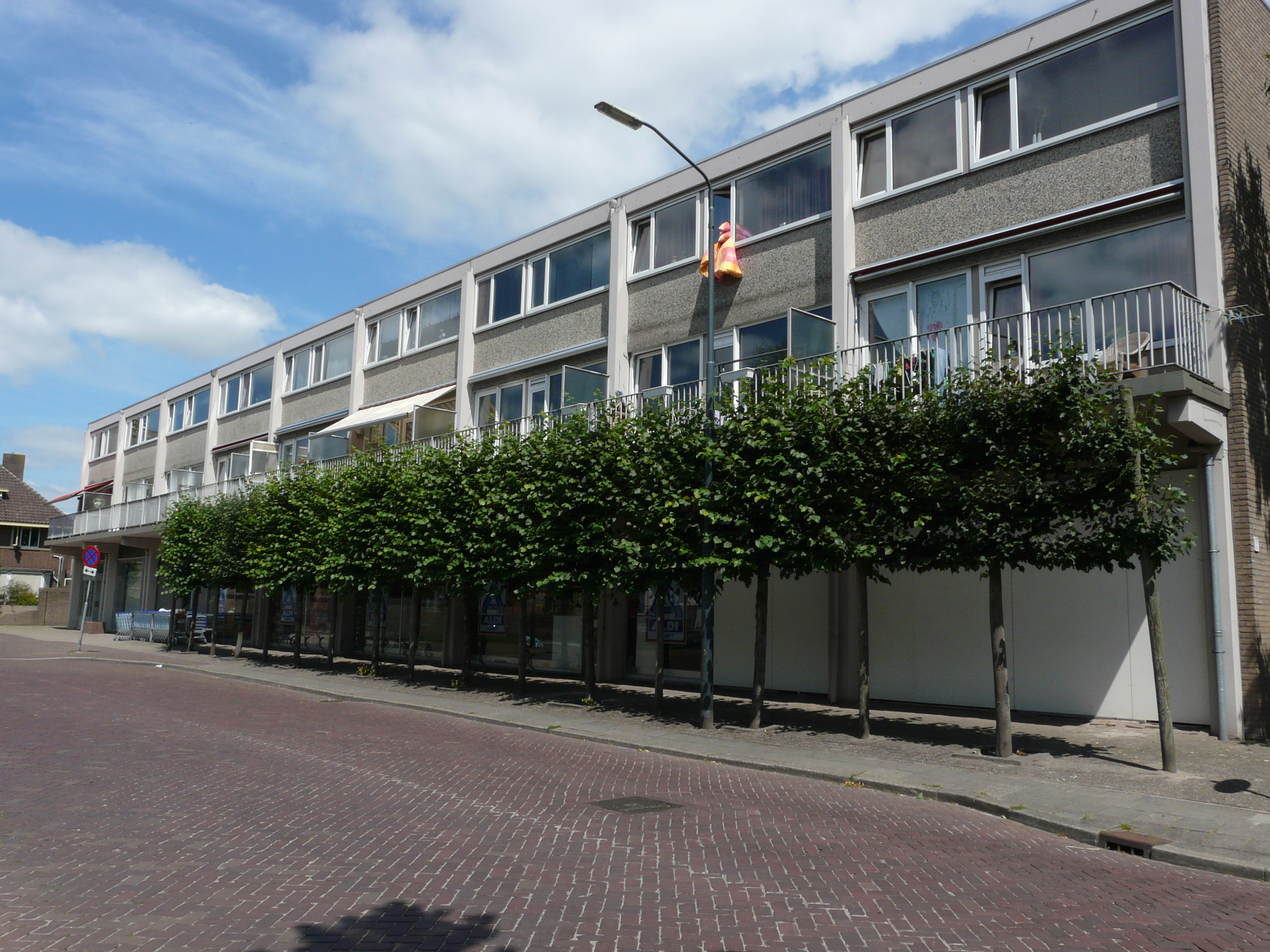
Житловий будинок
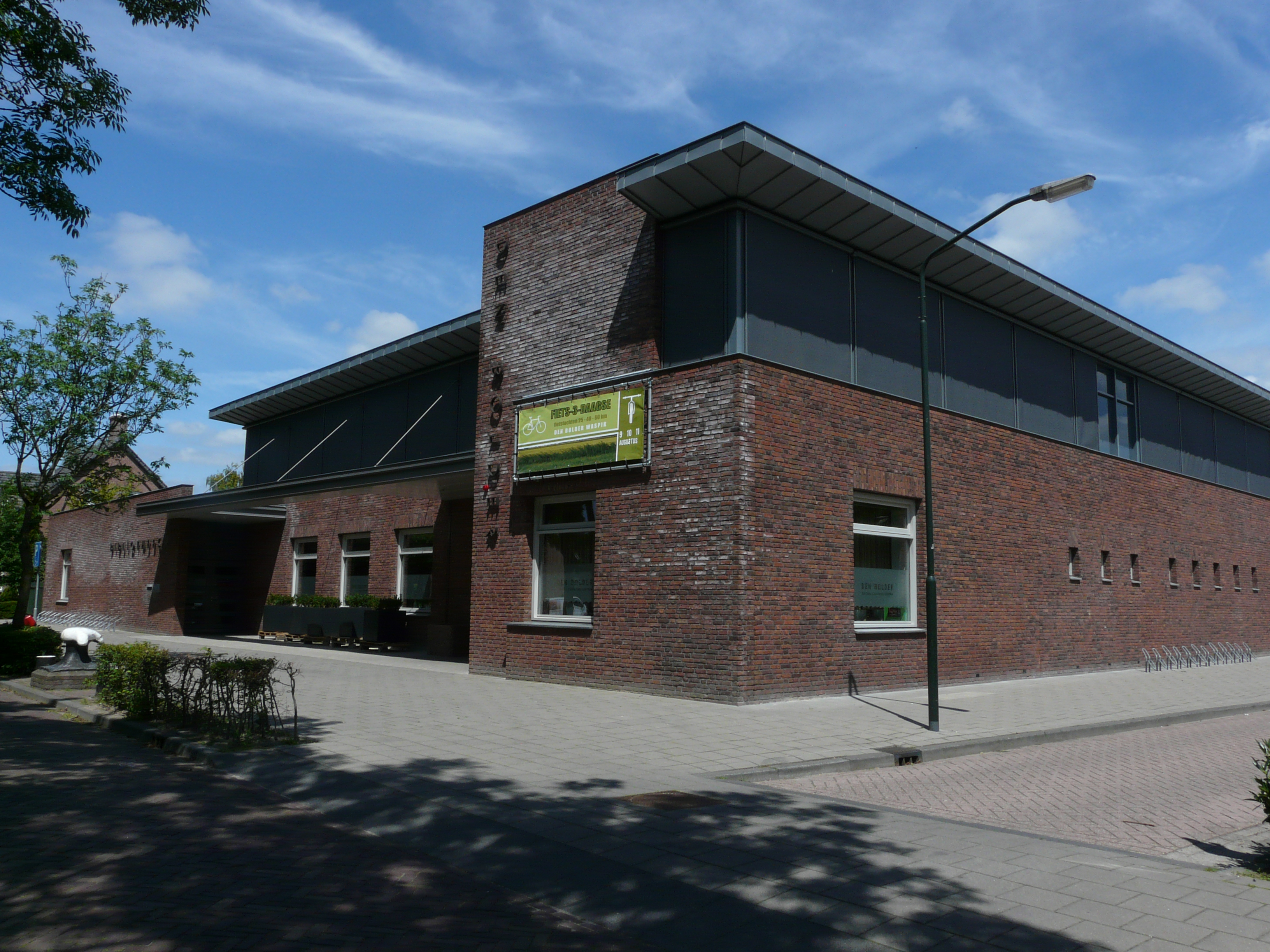
Культурний центр
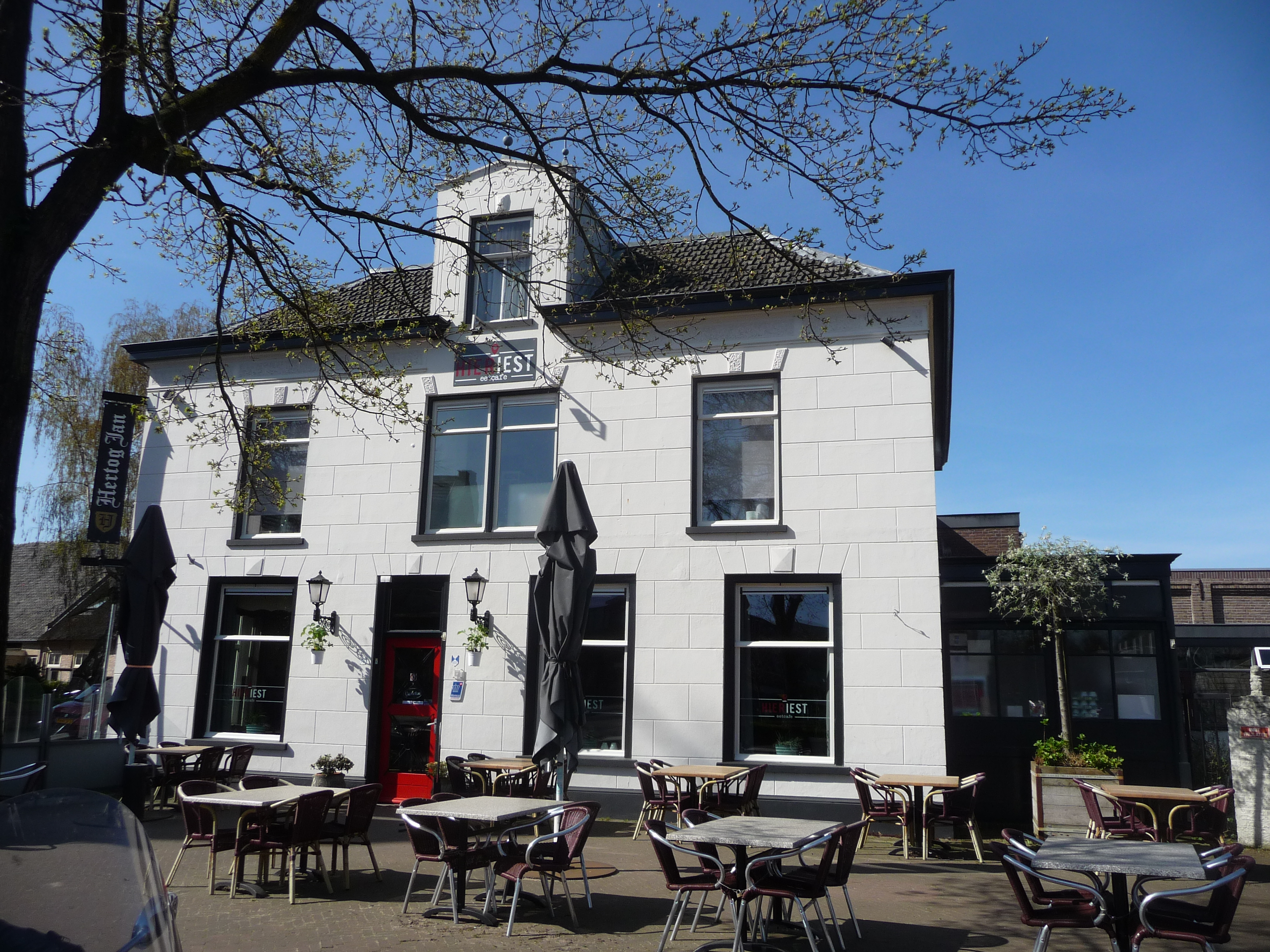
Паб у селі